# Віндзор (Вірджинія)
Віндзор (англ. Windsor) — місто (англ. town) в США, в окрузі Айл-оф-Вайт штату Вірджинія. Населення — 2746 осіб (2020).

## Географія
Віндзор розташований за координатами 36°48′38″ пн. ш. 76°44′22″ зх. д. / 36.81056° пн. ш. 76.73944° зх. д. (36.810447, -76.739379).  За даними Бюро перепису населення США в 2010 році місто мало площу 10,44 км², з яких 10,40 км² — суходіл та 0,04 км² — водойми.

## Демографія
Згідно з переписом 2010 року, у місті мешкало 2626 осіб у 1015 домогосподарствах у складі 710 родин. Густота населення становила 252 особи/км².  Було 1059 помешкань (101/км²).
Расовий склад населення:
| - 74,0 % — білих - 22,2 % — чорних або афроамериканців - 0,6 % — азіатів - 0,4 % — корінних американців - 1,3 % — осіб інших рас |

До двох чи більше рас належало 1,4 %. Частка іспаномовних становила 2,7 % від усіх жителів.
За віковим діапазоном населення розподілялося таким чином: 22,7 % — особи молодші 18 років, 61,0 % — особи у віці 18—64 років, 16,3 % — особи у віці 65 років та старші. Медіана віку мешканця становила 41,8 року. На 100 осіб жіночої статі у місті припадало 89,2 чоловіків;  на 100 жінок у віці від 18 років та старших — 86,1 чоловіків також старших 18 років.
Середній дохід на одне домашнє господарство  становив 61 924 долари США (медіана — 49 091), а середній дохід на одну сім'ю — 67 654 долари (медіана — 59 338). Медіана доходів становила 48 125 доларів для чоловіків та 32 313 долари для жінок. За межею бідності перебувало 11,0 % осіб, у тому числі 16,7 % дітей у віці до 18 років та 2,7 % осіб у віці 65 років та старших.
Цивільне працевлаштоване населення становило 1141 осіб. Основні галузі зайнятості: освіта, охорона здоров'я та соціальна допомога — 20,0 %, роздрібна торгівля — 19,5 %, виробництво — 12,9 %, публічна адміністрація — 8,2 %.